# Усольцево (Челябинская область)
Усольцево — посёлок в Красноармейском районе Челябинской области России. Входит в состав Сугоякского сельского поселения.

## География
Посёлок находится на северо-востоке Челябинской области, в лесостепной зоне, к западу от реки Течи, на расстоянии 37 километров (по прямой) к северо-востоку от села Миасского, административного центра района. Абсолютная высота 167 метров над уровнем моря.

## Население
| 2002 | 2010 |
| ---- | ---- |
| 381  | ↘328 |

Гендерный состав
По данным Всероссийской переписи населения 2010 года в гендерной структуре населения мужчины составляли 43,3 %, женщины — 56,7 %.
Национальный состав
Согласно результатам переписи 2002 года, в национальной структуре населения русские составляли 92 %.

## Улицы
Уличная сеть посёлка состоит из семи улиц.